# Fuentesaúco de Fuentidueña
Fuentesaúco de Fuentidueña település Spanyolországban, Segovia tartományban. Fuentesaúco de Fuentidueña Fuente el Olmo de Fuentidueña, Fuentepiñel, Cozuelos de Fuentidueña, Olombrada, Membibre de la Hoz, Aldeasoña és Calabazas de Fuentidueña községekkel határos. Lakosainak száma 223 fő (2024).

## Népesség
A település népessége az elmúlt években az alábbi módon változott:
| Lakosok száma | 318  | 310  | 295  | 303  | 278  | 261  | 240  | 240  | 237  | 223  |
|               | 2001 | 2004 | 2007 | 2009 | 2012 | 2014 | 2017 | 2019 | 2022 | 2024 |